# Toyonaka
Toyonaka (jap. 豊中市 Toyonaka-shi) – miasto w Japonii, na wyspie Honsiu, w prefekturze Osaka.

## Położenie
Miasto leży w północno-zachodniej części prefektury. W granicach miasta leży port lotniczy Ōsaka. Graniczy z:
- Osaką
- Suitą
- Ikedą
- Minō

W prefekturze Hyōgo:
- Amagasaki
- Itami

## Historia
Miasto otrzymało prawa miejskie 15 października 1936.

## Przemysł
W mieście rozwinął się przemysł włókienniczy, spożywczy, maszynowy, chemiczny, metalowy oraz drzewny.

## Miasta partnerskie
- Stany Zjednoczone: San Mateo